# Anelli Gossamer
Gli anelli Gossamer (letteralmente garza, in inglese) costituiscono la porzione più esterna del complesso di anelli di Giove; confinano internamente con l'anello principale, mentre esternamente sfumano nel mezzo interplanetario in corrispondenza dell'orbita di Tebe. All'interno degli anelli è compresa l'orbita di un altro satellite gioviano, Amaltea.
La denominazione plurale di questo complesso di anelli è giustificata dal fatto che in realtà è costituito da due sotto-anelli: l'interno, che contiene l'orbita di Amaltea (anello Gossamer interno o di Amaltea), e l'esterno (anello Gossamer esterno o di Tebe), che si estende fino all'orbita di Tebe; a questi va aggiunta una nube di pulviscolo, che si estende oltre l'orbita di quest'ultimo satellite e gradualmente transisce nel mezzo interplanetario del sistema solare.
L'anello venne individuato dalla sonda spaziale statunitense Voyager 1 nel corso del sorvolo di Giove del marzo 1979; gli venne attribuita la designazione provvisoria di 1979 J3R.

## Prospetto
Segue un prospetto degli anelli del sistema.
| Nome                                 | Raggio (km)     | Larghezza (km) | Spessore (km) | Profondità ottica | Frazione delle polveri | Note                                                                      |
| ------------------------------------ | --------------- | -------------- | ------------- | ----------------- | ---------------------- | ------------------------------------------------------------------------- |
| Anello Gossamer interno (di Amaltea) | 129 000–182 000 | 53 000         | 2 000         | ~1 × 10−7         | 100%                   | Connesso ad Amaltea                                                       |
| Anello Gossamer esterno (di Tebe)    | 129 000–226 000 | 97 000         | 8 400         | ~3 × 10−8         | 100%                   | Connesso con Tebe; oltre l'orbita del satellite è presente un'estensione. |

## Anello Gossamer interno
L'anello Gossamer interno, o anello di Amaltea, è una struttura molto debole con una sezione incrociata rettangolare, estesa dall'orbita di Amaltea, a 182 000 km (2,54 RJ) fino a circa 129 000 km (1,80 RJ); il suo bordo interno non è nettamente definito a causa della presenza del molto più brillante Anello Principale e l'alone. Lo spessore dell'anello è di circa 2300 km nei pressi dell'orbita di Amaltea e decresce leggermente in direzione di Giove; è inoltre più luminoso vicino ai bordi superiore e inferiore ed aumenta di luminosità in direzione di Giove, come l'anello Gossamer di Tebe. Il bordo esterno dell'anello non è particolarmente netto, specialmente nel bordo superiore. È presente una forma a goccia nella luminosità poco all'interno dell'orbita di Amaltea con una struttura aggiuntiva a forma di guscio. In luce diffusa diretta l'anello appare circa 30 volte più debole dell'Anello Principale; in luce retrodiffusa è stato invece osservato solo dai telescopi Keck e dal Telescopio Spaziale Hubble. Le immagini ottenute in luce retrodiffusa mostrano un'ulteriore struttura all'interno dell'anello, una sorta di picco di luminosità poco all'interno dell'orbita di Amaltea. Nel 2002–2003 la sonda Galileo è transitata due volte attraverso l'anello Gossamer; il suo rilevatore di polveri ha individuato delle particelle di polveri di dimensioni comprese fra 0,2 e 5 µm e ha confermato così i risultati ottenuti dalle immagini.

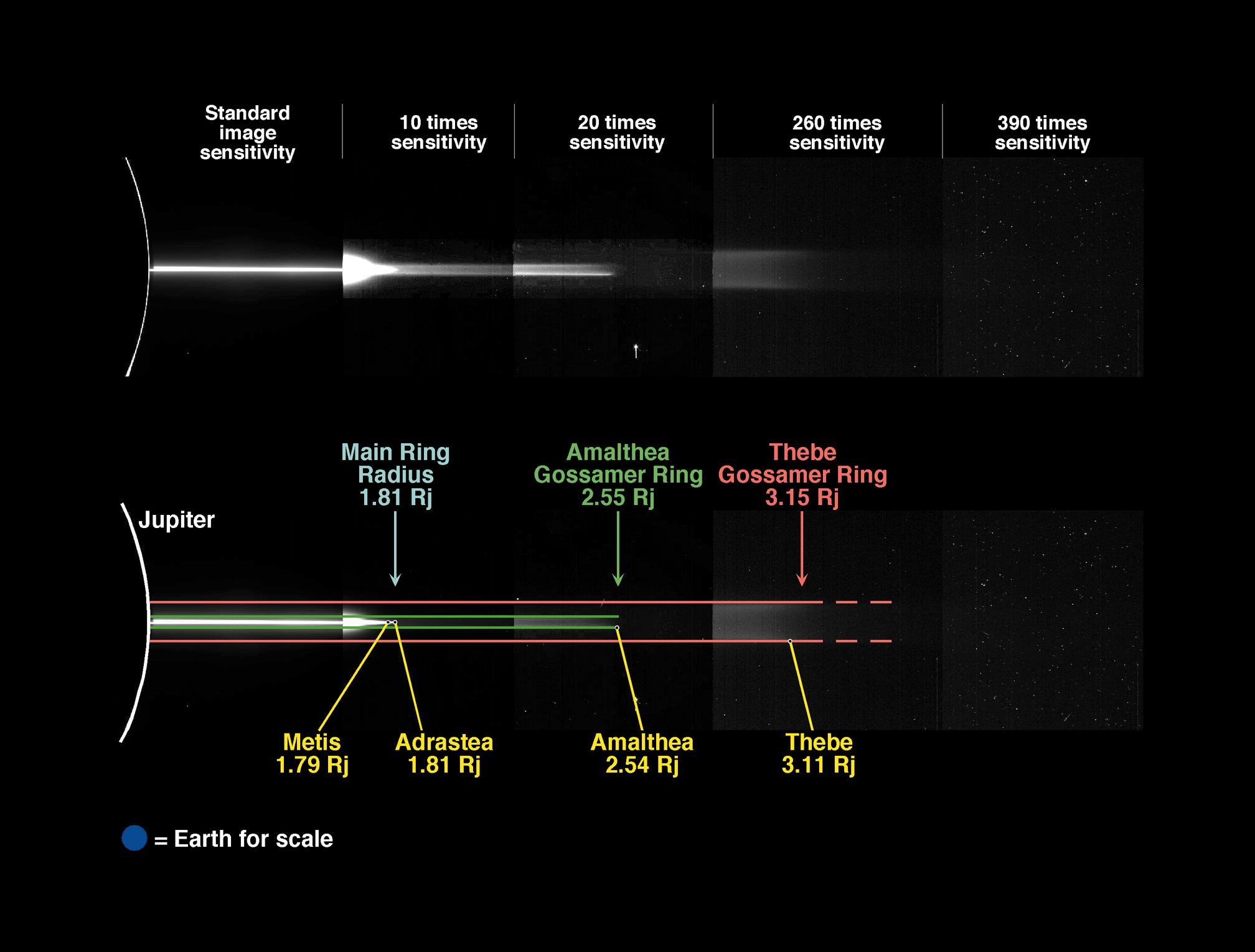
Mosaico di immagini riprese dalla sonda Galileo con uno schema che mostra la disposizione degli anelli e dei satelliti ad essi associati.

L'individuazione dell'anello di Amaltea dalla Terra, nelle immagini della sonda Galileo e le sue misurazioni dirette delle polveri hanno permesso di determinare la distribuzione delle dimensioni delle particelle, che sembra seguire la stessa legge di potere delle polveri dell'Anello Principale, con q=2 ± 0,5.; la profondità ottica di quest'anello è di circa 10−7, ossia un ordine di magnitudine più bassa rispetto all'Anello Principale, sebbene la massa totale delle polveri, 107–109 kg, sia praticamente identica.

## Anello Gossamer esterno
L'anello Gossamer esterno, o anello di Tebe, è il più debole degli anelli gioviani: appare come una struttura particolarmente debole con una sezione incrociata rettangolare, estesa dall'orbita del satellite Tebe, a 226 000 km (3,11 RJ), fino a circa 129 000 km (1,80 RJ;); questo bordo interno non è nettamente definito a causa della presenza del molto più brillante Anello Principale e dell'alone. lo spessore dell'anello è di circa 8400 km all'altezza dell'orbita di Tebe e decresce lentamente in direzione del pianeta; è inoltre più luminoso vicino ai bordi superiore e inferiore ed aumenta di luminosità in direzione di Giove, come l'anello Gossamer di Amaltea. Il bordo esterno dell'anello non è particolarmente netto, stendendosi per oltre 15 000 km. È presente una continuazione dell'anello nell'orbita di Tebe a mala pena visibile, che si estende fino a 280 000 km (3.75 RJ) ed è chiamato Estensione di Tebe; in luce diffusa diretta pare essere circa tre volte meno luminoso dell'anello Gossamer di Amaltea, mentre in luce retrodiffusa è stato osservato solo dai telescopi Keck. Le immagini riprese in queste condizioni mostrano un picco di luminosità poco all'interno dell'orbita di Tebe; nel 2002–2003 il rilevatore di polveri della sonda Galileo ha individuato delle particelle di polveri di dimensioni comprese fra 0,2 e 5 μm, simili a quelle dell'anello Gossamer di Amaltea, confermando i risultati ottenuti con le immagini.
La profondità ottica dell'anello Gossamer di Tebe è di circa 3x10−8, ossia tre volte più bassa di quello di Amaltea, con una massa totale delle polveri praticamente identica, circa 107–9 kg; tuttavia la distribuzione della grandezza delle particelle delle polveri è talvolta meno ampia di quella dell'anello di Amaltea: segue infatti una legge di potere con q < 2, mentre nell'Estensione di Tebe il parametro q potrebbe essere pure più piccolo.

## Origine degli anelli

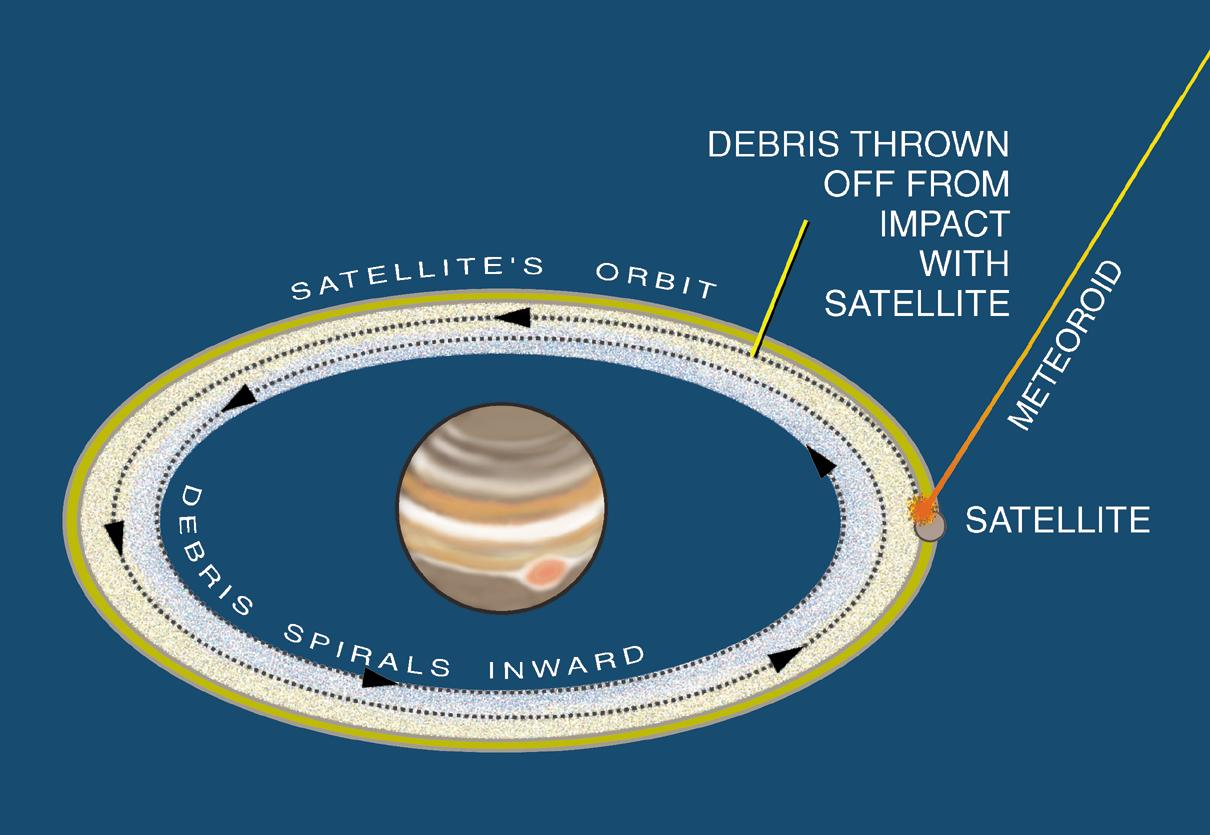
Schema che mostra in che modo si formano gli anelli di Giove.

Le polveri negli anelli Gossamer si originano essenzialmente allo stesso modo di quelle dell'Anello Principale e dell'alone; le loro sorgenti sono i satelliti Amaltea e Tebe, rispettivamente. Gli impatti ad alta velocità di corpi provenienti dal sistema gioviano esterno espellono del particolato di polveri dalla loro superficie. Queste particelle inizialmente mantengono la stessa orbita dei satelliti da cui si sono originati, ma gradualmente queste loro orbite diventano spiraliformi per l'effetto Poynting-Robertson. La sottigliezza degli anelli Gossamer è data dalle escursioni verticali di alcune lune a causa della loro inclinazione orbitale diversa da zero; Queste ipotesi spiegano completamente quasi tutte le proprietà osservabili sul bordo esterno e interno degli anelli.
Tuttavia alcune proprietà non sono state ancora spiegate, come quella definita Estensione di Tebe, che potrebbe essere causata da un corpo ignoto all'esterno dell'orbita di Tebe, ed alcune strutture visibili in luce retrodiffusa. Una possibile spiegazione dell'estensione osservata è l'influenza delle forze elettromagnetiche della magnetosfera di Giove: mentre le polveri entrano nel cono d'ombra dietro Giove, perdono la loro carica elettrica piuttosto velocemente; dato che le particelle più piccole co-ruotano in parte assieme al pianeta, si muoveranno all'esterno durante il transito nell'ombra creando così l'estensione osservata dell'anello di Tebe. La stessa forza può spiegare la diminuzione nella distribuzione delle particelle e della luminosità dell'anello, che avviene fra le orbite di Amaltea e di Tebe.
L'analisi delle immagini degli anelli di Gossamer rivela che un picco nella luminosità poco all'interno dell'orbita di Amaltea potrebbe essere causata dalle particelle di polvere intrappolate dai punti di Lagrange conducente (L4) e trascinante (L5) di Amaltea; anche l'alta luminosità del bordo esterno dell'anello Gossamer di Amaltea può essere causata da queste polveri intrappolate. Le particelle possono essere presenti sia su L4 che su L5; questa scoperta implica che negli anelli di Gossamer ci sono due popolazioni di particelle: una diretta lentamente in direzione di Giove, come descritto sopra, e l'altra che si mantiene vicino alla luna generatrice intrappolata in risonanza 1:1 con essa.